# Andrzej Szarmach
Andrzej Szarmach (phát âm tiếng Ba Lan: [ˈandʐɛj ˈʂarmax]; sinh ngày 3 tháng 10 năm 1950) là một cựu cầu thủ bóng đá người Ba Lan.
Andrzej Szarmach chơi trong đội tuyển quốc gia Ba Lan trong thời kỳ "hoàng kim" vào những năm 1970. Với đội hình gồm cầu thủ Grzegorz Lato ở bên cánh phải, Robert Gadocha ở bên cánh trái, Kazimierz Deyna hỗ trợ và sự vắng mặt của Włodzimierz Lubański, ông đã thành công dẫn dắt các pha tấn công của đội tuyển Ba Lan để đội tuyển ghi được 16 bàn thắng, thành tích tốt nhất tại World Cup 1974. Trong khi Grzegorz Lato ghi được nhiều bàn thắng nhất cho đội tuyển trong giải đấu này với 7 bàn thắng, thì Andrzej Szarmach cũng ghi dấu ấn tại giải đấu với 5 bàn thắng. Hai năm sau, ông một lần nữa khẳng định vị thế của mình tại Thế vận hội 1976 ở Montreal, vinh dự giành huy chương bạc và danh hiệu cầu thủ xuất sắc nhất mùa giải với tổng cộng chín bàn thắng.
Nhờ mạnh mẽ và rắn rỏi, tiền đạo người Ba Lan dễ dàng hòa nhập tại Câu lạc bộ bóng đá AJ Auxerre. Bằng thành tích ghi 94 bàn thắng từ năm 1980 đến năm 1985, Andrzej Szarmach giành được sự ưu ái của huấn luyện viên Guy Roux và người dân Burgundi. Sau một thời gian ngắn thi đấu tại câu lạc bộ Guingamp và sau thành tích ghi được tổng cộng 32 bàn thắng trong 61 trận đấu khoác áo đội tuyển quốc gia Ba Lan, Andrzej Szarmach bắt đầu sự nghiệp huấn luyện viên, cụ thể là huấn luyện câu lạc bộ Clermont-Ferrand và sau đó là Châteauroux.